# Nitidobulbon proboscideum
Nitidobulbon proboscideum är en orkidéart som först beskrevs av Heinrich Gustav Reichenbach, och fick sitt nu gällande namn av Isidro Ojeda och Germán Carnevali. Nitidobulbon proboscideum ingår i släktet Nitidobulbon och familjen orkidéer.
Artens utbredningsområde är Venezuela. Inga underarter finns listade i Catalogue of Life.